# Existir (película)
Existir es una película de ciencia ficción y aventura argentina de 2021 dirigida por Gabriel Grieco. Narra la historia de un joven que lleva desaparecido por dos años y tanto su novia como su mejor amigo salen en búsqueda de su paradero. Está protagonizada por Vanesa González, Victorio D'Alessandro, Gabriel Grieco, Luis Machín y Sofía Gala Castiglione.
La película tuvo su estreno mundial el 3 de diciembre de 2021 en el festival de cine Buenos Aires Rojo Sangre, mientras que tuvo su lanzamiento limitado en las salas de cines de Argentina el 6 de octubre de 2022.

## Sinopsis
Lautaro es un joven obsesionado con los OVNIS que desapareció hace ya dos años sin dejar rastros. Luego de ese tiempo, su novia Lola se pone en pareja con Renzo, el mejor amigo de Lautaro, pero recibe una serie de extraños mensajes que indicarían el posible paradero de Lautaro. A partir de esto, Lola y Renzo comienzan una nueva búsqueda para encontrar a Lautaro y en el camino pasarán por lugares extraños y serán perseguidos por el servicio militar. 

## Elenco
- Vanesa González como Lola
- Victorio D’Alessandro como Renzo
- Gabriel Grieco como Lautaro
- Luis Machín como General Salazar
- Sofía Gala Castiglione como Nathalie
- Ezequiel de Almeida como Emilio
- Fabiana Cantilo como Octavia Remota
- Kate Rodríguez como Karen
- Daria Panchenko como Camille
- Nicolás Zuviría como Mecánico

## Recepción

### Comentarios de la crítica
En el sitio web Todas las críticas, la película posee una aprobación del 59% basado en 6 reseñas. Matías Seoane de Alta peli consideró que la película «plantea un concepto y lo lleva adelante con un trabajo técnico muy prolijo que exprime recursos para sacarles todo lo que puede, con resultados impactantes que compensan, al menos en parte, sus fallas narrativas y de interpretación». Francisco Mendes Moas de Cine argentino hoy elogió el trabajo de Grieco diciendo que «demuestra todas sus proezas como director y algunas como actor», mientras que el filme «es una perla dentro de una almeja, algo difícil de encontrar pero cuando se consigue, es un verdadero tesoro».
En una reseña para Solo fui al cine, Bruno Calabrese escribió que «Existir es una propuesta arriesgada que por momentos se enrieda dentro de una temática compleja, pero que finalmente logra que sea una experiencia interesante que explora lo espiritual y las conexiones con diferentes vidas pasadas».

### Premios y nominaciones
| Lista de premios y nominaciones | Lista de premios y nominaciones | Lista de premios y nominaciones | Lista de premios y nominaciones                 | Lista de premios y nominaciones | Lista de premios y nominaciones |
| Año                             | Organización                    | Categoría                       | Nominado/a(s)                                   | Resultado                       | Ref(s)                          |
| ------------------------------- | ------------------------------- | ------------------------------- | ----------------------------------------------- | ------------------------------- | ------------------------------- |
| 2023                            | Premios Cóndor de Plata         | Mejor canción original          | «Ya nö quiero» de Fabiana Cantilo y Marisa Mere | Nominadas                       | [ 10 ]                          |